# Boonton
Boonton é uma cidade  localizada no estado americano de Nova Jérsei, no Condado de Morris.

## Demografia
Segundo o censo americano de 2000, a sua população era de 8496 habitantes. 
Em 2006, foi estimada uma população de 8600, um aumento de 104 (1.2%).

## Geografia
De acordo com o United States Census Bureau tem uma área de 
6,4 km², dos quais 6,1 km² cobertos por terra e 0,3 km² cobertos por água. Boonton localiza-se a aproximadamente 200 m acima do nível do mar.

## Localidades na vizinhança
O diagrama seguinte representa as localidades num raio de 12 km ao redor de Boonton. 